# Chocolat's
Chocolat's est un groupe connu durant les années 1975 à 1978. Emmené par le leader, Salvatore Acquaviva qui est à l'origine du groupe depuis 1975 , ce groupe a popularisé Brasilia Carnaval, Rhytmo Tropical, Donne-moi un baiser (adaptation de Ba moin en tibo) et La chatte à la voisine. Certains de leurs succès furent repris par La Compagnie créole durant les années 1980 et 1990.

## Histoire
Chocolat's est un groupe belge créé de toutes pièces par le producteur belge Marcel De Keukeleire afin de commercialiser Brasilia Carnaval qu'il avait composé, enregistré et mixé en une journée avec son équipe artistique.
Le titre Brasilia carnaval a connu un succès mondial et était le générique de l'émission de télévision très populaire de Guy Lux, Ring parade.
L'album a été vendu à 6 830 000 exemplaires.

## Discographie

### LP
- 1975: Chocolat's
- 1975: Brasilia Carnaval
- 1976: Rythmo Tropical
- 1976: The Kings Of Clubs
- 1977: Chocolat's - Volume 3
- 1977: Kings Of Clubs
- 1977: The Fabulous Chocolat's
- 1977: Non Stop Chocolat's
- 1977: Baby, Let's Do It The French Way / Cubanita
- 1978: African Choco
- 1979: Señorita Por Favor
- 1981: Kings Of Clubs

### Compilations
- 1977: The Best Of The Chocolat's
- 1977: The Best Of The Chocolat's
- 1981: Le Disque D'Or Des Chocolat's
- 1996: Rythmo Tropical  (CD)